# Husås
Husås is een plaats in de gemeente Östersund in het landschap Jämtland en de provincie Jämtlands län in Zweden. De plaats heeft 80 inwoners (2005) en een oppervlakte van 29 hectare. De plaats ligt in een open plek omsloten door bos. Ongeveer 500 meter ten oosten van de plaats loopt de rivier de Härkån.